# Mare Insularum

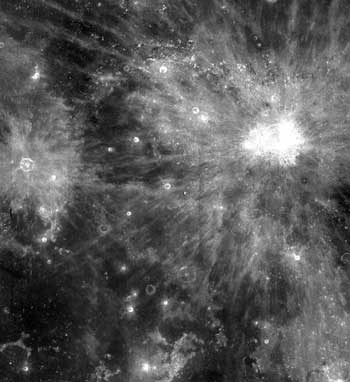
De Mare Insularum, met de kraters Copernicus in het oosten en Kepler in het westen. In het zuidwesten zit de mare vast aan de Oceanus Procellarum. De noordelijke rand van de Mare Cognitum is zichtbaar onderaan de foto, de grijze vlek rechtsonder is Fra Mauro.

De Mare Insularum (Latijn: "zee der eilanden") is een mare op de Maan. De mare bevindt zich in een gelijknamig inslagbekken ten zuiden van de Mare Imbrium. Aan de randen van de mare liggen de inslagkraters Copernicus  (ten oosten) en Kepler (ten westen van de mare). In het zuidwesten komt de mare samen met de Oceanus Procellarum. In het noordoosten van de mare ligt de "baai" Sinus Aestuum.
Het inslagbekken van deze mare werd gevormd in het tijdperk Vroeg Imbrium. Het vloedbasalt dat het bekken heeft opgevuld komt uit het tijdperk Laat Imbrium. De stralen van de inslagkraters Kepler en Copernicus liggen over de mare heen. Een opvallende walvlakte in de omgeving is Fra Mauro.

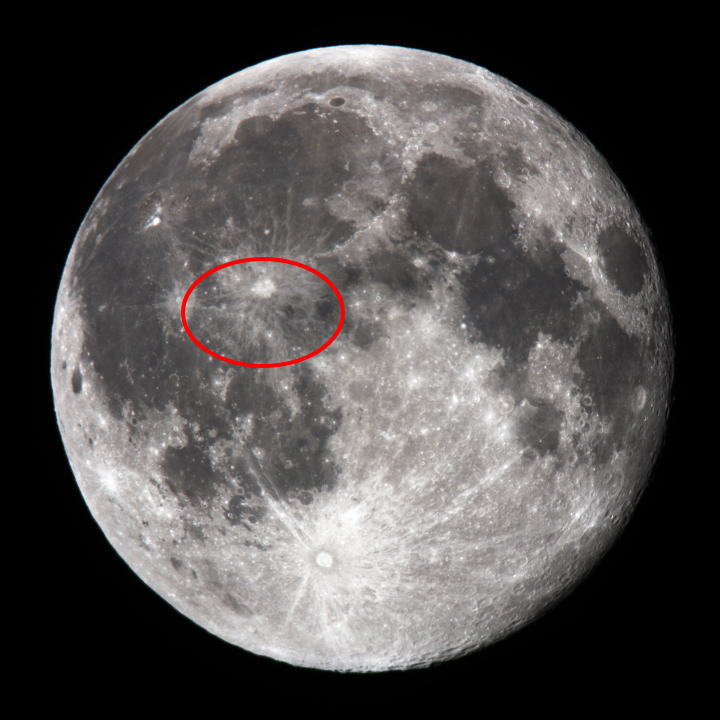
De locatie van Mare Insularum

## Landingsplaatsen van Surveyor 3, Apollo 12, en Apollo 14
Op een honderdtal kilometer ten zuidoosten van krater Lansberg liggen de landingsplaatsen van Surveyor 3 en Apollo 12. Net ten noorden van de walvlakte Fra Mauro ligt de landingsplaats van Apollo 14.